# Luftgau I
Luftgau I foi um dos Distritos Aéreos da Luftwaffe, durante a Alemanha Nazi. Foi formado no dia 1 de Agosto de 1939, em Konigsberg; contudo a 2 de Fevereiro de 1945, o seu nome foi alterado para Luftwaffenkommando Ostpreussen.

## Comandantes
- Johannes Lentzsch, 1 de Agosto de 1938 - 31 de Janeiro de 1939[2]
- Max Mohr, 1 de Fevereiro de 1939 - 31 de Maio de 1939[2]
- Walter Musshoff, 1 de Junho de 1939 - 12 de Fevereiro de 1940[2]
- Wilhelm Wimmer, 12 de Fevereiro de 1940 - 10 de Maio de 1940[2]
- Wilhelm Süssmann, 20 de Maio de 1940 - 21 de Janeiro de 1941[2]
- Richard Putzier, 21 de Janeiro de 1941 - 5 de Agosto de 1943[2]
- Hellmuth Bieneck, 5 de Agosto de 1943 - 17 de Agosto de 1944[2]
- Albert Vierling, 18 de Agosto de 1944 - 2 de Fevereiro de 1945[2]